# Bomber (песня)
Bomber (с англ. — «Бомбардировщик») — песня британской рок-группы Motörhead. Последний трек одноимённого альбома, 23 ноября 1979 года вышел синглом. Первые 20000 копий сингла были выпущены на голубом виниле и очень быстро продавались. Последующие тиражи выходили на чёрном виниле. В поддержку сингла группа выступила на BBC в шоу «Top of the Pops», 3 декабря 1979 года. Сингл занял 34-ю позицию в британском чарте, UK Singles Chart.
Одна из известнейших песен группы. Получила успех у фанатов и регулярно исполняется на концертах. Входит почти во все концертные альбомы и сборники группы. Песня заняла 48-е место в списке «Top 50 Metal Songs», по версии компании-производителя гитар Gibson.
На создание песни Лемми вдохновил роман Лена Дейтона «Бомбардировщик» (Bomber). Позднее была создана 40-футовая алюминиевая установка, копия немецкого бомбардировщика времён Второй Мировой «Heinkel He 111», которая могла летать взад-вперед и из стороны в сторону и использовалась на концертах группы.
Сторона «Б» сингла содержит композицию «Over the Top», которая позднее вошла в переиздание альбома Bomber. Также данная композиция записывалась Motörhead совместно с группой The Damned, однако результаты записи были признаны непригодными для издания, из-за пьянства групп. Тем не менее эта версия песни вошла в бокс-сет Stone Deaf Forever!

## Кавер-версии
- Girlschool исполнили кавер на песню, для EP St. Valentine’s Day Massacre[англ.], записанного совместно с Motörhead. Эта версия песни вошла в саундтрек к компьютерной игре Brütal Legend
- Группа Mudhoney записала кавер-версию песни, которая была издана на стороне «Б» сингла «Suck You Dry[англ.]». Позднее она вошла как бонус-трек в альбом Piece of Cake
- Кавер на песню исполнили Onslaught совместно с Томом Анжелриппером[англ.] и Филом Кэмпбеллом. Она вошла в альбом Sounds Of Violence[англ.][4]

## Список композиций
- «Bomber» (Лемми, Кларк, Тейлор) — 3:43
- «Over the Top» (Лемми, Кларк, Тейлор) — 3:12

## Участники записи
- Иэн Фрэйзер «Лемми» Килмистер — вокал, бас-гитара
- Эдди Кларк — соло-гитара
- Фил «Грязное Животное» Тейлор — ударные

## Позиции в чартах
| Год  | Чарт             | Позиция |
| ---- | ---------------- | ------- |
| 1979 | UK Singles Chart | 34      |